# Herinneringskruis voor Strijders in Sleeswijk-Holstein 1849
Het Herinneringskruis voor Strijders in Sleeswijk-Holstein (Duits: Erinnerungskreuz für die Kämpfer in Schleswig-Holstein 1849) was een op 20 maart 1874 ingestelde onderscheiding van het koninkrijk Saksen. De onderscheiding werd door koning Albert van Saksen ingesteld ter herinnering aan de 25 jaar eerder door de Duitse Bond verklaarde oorlog tegen Denemarken. De 20e maart was de verjaardag van de bestorming van de Döppeler schansen. Deze oorlog werd de Eerste Duits-Deense Oorlog genoemd. De overlevende Saksische deelnemers aan de korte maar bloedige strijd werden gedecoreerd. 
De aanleiding tot het conflict was dat Duitsgezinde vertegenwoordigers van de Statenvergaderingen van Sleeswijk en Holstein op 18 maart van het revolutiejaar 1848 hadden besloten een deputatie naar de Deense koning te sturen met de ultimatieve eis dat de hertogdommen een eigen vrije grondwet zou krijgen; deze grondwet zou onder andere aansluiting van Sleeswijk in de Duitse Bond behelzen. Op 20 maart 1848 begonnen gegoede burgers in Kopenhagen te demonstreren, omdat men het bericht van de Statenvergadering interpreteerde alsof er een opstand uitgebroken was in de hertogdommen. De demonstranten in Kopenhagen eisten een nieuwe regering. De Deense koning stemde hiermee in. Er kwam een nieuwe Deense regering; hierin kwamen meerdere Eiderdenen die de inlijving van Sleeswijk eisten. De deputatie uit Sleeswijk en Holstein kwam op 22 maart in Kopenhagen aan, net op het moment dat de koning had toegezegd om Sleeswijk in te lijven in het Deense koninkrijk.
Op 23 maart vormde een groepering Duitsgezinden uit Sleeswijk-Holstein een eigen provisorische regering onder leiding van Wilhelm Beselers en deze regering verklaarde zich onafhankelijk van Denemarken. Deze Duitsgezinde groepering voelde zich gesterkt door de Maartrevolutie in Berlijn en Wenen; bovendien had Frederik Willem IV van Pruisen te kennen gegeven op te komen voor de zelfstandigheid van Sleeswijk-Holstein.
Saksen, Oostenrijk, Pruisen en alle andere Duitse staten trokken in 1849 in wat de Eerste Duits-Deense Oorlog zou gaan heten op tegen het kleine Denemarken dat in het Hertogdom Sleeswijk geen eigen regering erkende.  Het commando was in handen van de Pruisische prins Frederik Karel. In 1863 stonden de Duitsers en de Denen weer op het slagveld tegenover elkaar. In 1866 stonden Pruisen en haar Noordelijke bondgenoten tegenover Oostenrijk, Saksen en de Zuid-Duitse staten.
Er werden ongeveer 3000 kruisen uitgereikt. De onderscheiding was gereserveerd voor de Saksische veteranen. 
Het uit een stuk bestaande bronzen kruis werd aan een lichtblauw lint met drie gele strepen lint op de linkerborst gedragen. Het kruis heeft vier onregelmatig gevormde breder wordende armen. De armen hebben een verhoogde rand en een grof "gekörnt" oppervlak. De uiteinden lijken ingekeept. Het centrale medaillon is omringd door lauweren en eikenblad en draagt het gekroonde en verstrengelde monogram "AR". Op de keerzijde staat in eenzelfde krans het jaartal "1849". 
De verbinding tussen kruis en lint is een door een aan het kruis gesoldeerde bal gehaalde bronzen ring. 

## Zie ook

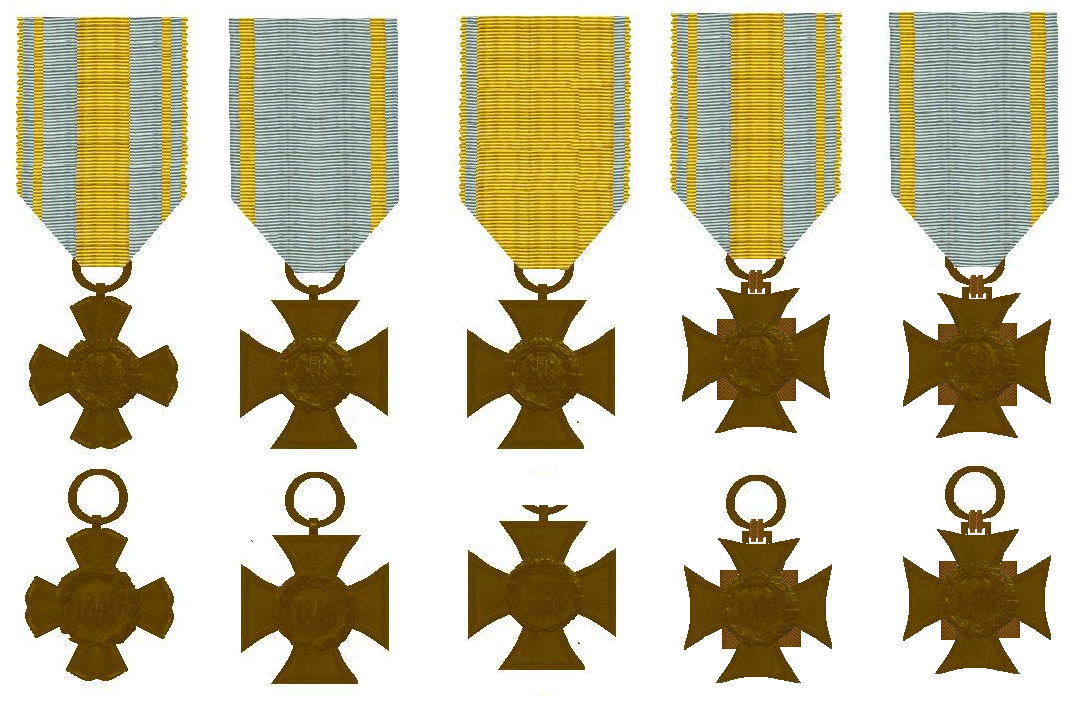
Herinneringskruisen van Saksen